# Georgios Karaiskakis
Georgios Karaiskakis (en griego, Γεώργιος Καραϊσκάκης) o Karaiskos (en griego, Καραΐσκος) (Mavromati, 1782 - Analatos, 1827) fue un notable jefe militar y un gran general de la revolución de 1821 que conduciría a la independencia de Grecia. 
Su apellido parece provenir probablemente de Karaiskos, un nombre propio que existe en varios departamentos de la Grecia Central: Baltos, Karpenissi, Farsalia, Karditsa, Bonitsa y otros. Karaiskos, a su vez, es la yuxtaposición de la palabra turca «kara», que quiere decir «negro», e «Iskos».

## Los primeros años

### La niñez
Nació cerca del pueblo de Mavromati, cercano a la ciudad de Karditsa (Tesalia), alrededor de 1782. Su madre era una joven viuda, enviada por la familia a un monasterio luego de la muerte prematura de su marido. Los historiadores conjeturan que nació después de que tuviera amores con un joven jefe militar de paso por el monasterio, de apellido Iskos; para evitar la deshonra, dio a luz en una cueva.
El nacimiento del niño la obligó a dejar la protección del monasterio. La madre se ganaba la vida vendiendo objetos religiosos, en un ambiente de pobreza; sin embargo, en medio de esas privaciones, se forjó su carácter. Jamás fue a la escuela; su escuela fueron las montañas, donde a veces trabajaba como pastorcillo; a veces, sobre todo cuando quedó huérfano, robaba para comer. Los otros chicos al principio lo echaban a pedradas y las otras madres del pueblo lo rechazaban llamándole «gitano» o «bastardo». Era peleador, blasfemaba y era grosero, pero tal vez por eso los otros chicos se sintieron poco a poco atraídos por su carisma, convirtiéndonse en el jefe de una banda juvenil.

### La juventud
En esa época, toda Grecia estaba bajo el dominio turco. Sobre ella tenían derecho de vida y muerte señores feudales dependientes del sultán de Estambul (la antigua Constantinopla de los griegos). Esos señores feudales, llamados pashas, eran albaneses o turcos, pero siempre musulmanes; los cristianos les servían, pero jamás podían pasar de un cierto nivel de cargos. 
Algunos cristianos servían como funcionarios de rango mediano o bajo, o bien como capataces en los campos; algunos de estos capataces eran más crueles con los pobres aldeanos que los mismos invasores. Quienes no eran simples siervos de la gleba, trataban de hacer carrera sirviendo como soldados. 
Los siervos de la gleba, los campesinos, ocupaban el extremo más bajo de la sociedad de esa época. Sus condiciones de vida eran terribles y mucho peores que las de los campesinos italianos, franceses o españoles de esa época. Por ejemplo, les estaba prohibido aprender a leer o a escribir, y debían pagar el impuesto a la cabeza, un impuesto que pagaban los no musulmanes para mantener la cabeza en su lugar. No pagarlo era castigado con la pena de muerte.
A fines del siglo XVIII, algunos griegos, cansados de los excesos de los invasores, se fueron al monte a vivir en libertad en las escarpadas montañas; se los llamó los kleftes (ladrones). Los señores feudales necesitaban entonces soldados para combatirlos, formando entonces milicias irregulares de griegos con derecho a portar armas: fueron los armatoloi.

## Karaiskakis, el Armatolos
Fue entonces, como armatolos —hombre de armas al servicio de los señores feudales—, cuando Karaiskakis tomó contacto con la vida militar. Prisionero del pasha albanés Ali Pasha de Tepelen por algunos delitos comunes, este notó rápidamente la inteligencia y el coraje del adolescente, proponiéndole que formara parte de su ejército. Ahí aprendió, por fin, a leer y a escribir.
Al servicio de Ali Pasha tomó parte en la campaña contra Pasbanoglu, el amigo de Rigas Feraios. Fue hecho prisionero, y tras su liberación volvió a Ioannina para servir de nuevo a Ali Pasha. Se cuenta que éste le preguntó qué le gustaría tener, y Karaiskakis habría respondido:
«Si me consideras digno para ser jefe, hazme jefe; si digno para esclavo, hazme esclavo». La frase puede ser verdadera o falsa, pero en todo caso, retrata la energía y el ideal de dignidad de Karaiskakis.
Durante el período al servicio del Pasha se casó con una griega, Golfo, del linaje de los Psaroguiannis, de la aldea de Sintos; durante esos años de paz tuvo un negocio de comercio de carne. En los veranos, vivía con la familia cerca de la ciudad de Kalambaka. 
Sin embargo, desde pequeño Karaiskakis era tísico. Esa enfermedad, que hubiera debilitado a cualquier otro, Karaiskakis la soportó en medio de las campañas militares que llevó a cabo durante las guerras de la Independencia.

## Karaiskakis, el Kleftes
Comienza entonces su segundo período militar. Había sido armatolós, le tocaba ahora ser kleftes. Desertó de las filas de Ali Pasha en 1820, quien había caído en desgracia, sirvió un corto tiempo en las filas de los enemigos turcos de su antiguo señor, antes de refugiarse definitivamente en el monte. 
El 25 de marzo de 1821, se declara la revolución en el Peloponeso; toda la Grecia del sur se levanta en armas contra los turcos. En Roumeli, la parte de Grecia al norte del Peloponeso, poco a poco sobresale en los combates de emboscada entre 1821 y 1822, pero sorprendentemente pacta una paz con los turcos, comprometiéndose a no alzar las armas contra ellos. Objetivamente hablando, no se trata de una deserción ni de un acto de cobardía, sino una astuta maniobra de un jefe militar que trata de ganar tiempo para que su unidad no sea destruida.
A fines de 1822, los turcos inician el primer asedio de Messolonghi. Karaiskakis entabla combates cortos y violentos, más bien golpes de mano que batallas campales, tratando de llevar ayuda a la ciudad asediada. 
Sus soldados no son simples campesinos armados; son kleftes, guerreros profesionales, resistentes, acostumbrados a las fatigas, a las privaciones y a las técnicas de combate en montaña. Los kleftes usan tácticas refinadas luego de sesenta años de guerrillas (por ejemplo, cambiar de ciudad durante la noche para que el enemigo nunca sepa a dónde van); sus cuerpos, elásticos y endurecidos, les permiten ejecutar marchas de hasta ciento veinte kilómetros en dos días. No llevan logística, y solo hacia el final de la guerra de la Independencia dormirán en carpas. Se nutren de lo que les aportan los aldeanos agradecidos que ellos protegen, o bien de lo que logran robarles a los turcos.
Pese al genio militar de Karaiskakis, que se confirma con cada batalla, Karaiskakis necesita reposo; una recaída de su enfermedad lo postra, gravemente enfermo. Sus soldados lo trasladan en un lecho de madera; el clima de la montaña en invierno terminará matándolo. Se dirige entonces a una isla griega del Mar Jónico: Itaca, la del mítico Ulises, buscando descanso para su enfermedad. Tal vez los médicos occidentales (las islas están bajo jurisdicción de las potencias europeas) podrían encontrar un remedio. Pero los médicos que consulta dan un veredicto pesimista.

## El regreso y el juicio
Pese al diagnóstico de los médicos, Karaiskakis, sintiéndose mejor, regresa a Messolonghi, pidiendo la jefatura de las milicias de la provincia de Agrafos. Pero Alejandro Mavrokordatos, un político mediocre y vanidoso y a la sazón presidente del gobierno provisional griego, se la reserva para él. Mavrokordatos, que jamás había participado siquiera en una campaña militar, sufre una derrota tan estrepitosa como previsible, y urde un plan para achacarle la culpa a Karaiskakis.
En una corte marcial con acusaciones imposibles de comprobar y con el testimonio de falsos testigos, Karaiskakis es condenado por traidor – y todo eso, sin un auténtico juicio -. Karaiskakis abandona honores, rango militar, y se retira a Aitolikos. Su propia gente le ha infligido más daño que los mismísimos invasores turcos. Pide el perdón por escrito a Mavrokordatos, pero éste se lo rehúsa. Finalmente, llega a Nauplia (Peloponeso), sede del gobierno, y obtiene la restitución de su grado y de sus responsabilidades militares.

## El generalato
Luego de su rehabilitación, el Gobierno le ordena hacer una expedición al oeste de la Grecia Central, al frente de apenas trescientos hombres; para ese entonces, ya gozaba del unánime respeto de todos los jefes de guerra. Lamentablemente, las disensiones entre las facciones políticas indujeron a que Karaiskakis participara en la segunda guerra civil en el Peloponeso. Terminada la guerra con la victoria del bando popular dirigido por Kolokotronis, el gobierno lo envía con armas, dinero y víveres a atacar a las tropas turcas que descienden del norte. 
La Revolución peligra. En mayo de 1825 Karaiskakis es nombrado teniente general de todos los ejércitos de la región de Messolonghi. La ciudad sufría por entonces su segundo asedio por los jefes Kiutahi Pasha e Ibrahim Pasha, el egipcio; en ese mismo segundo asedio falleció Lord Byron.
Pese a sus esfuerzos y a las bajas infligidas a los turcos y a los griegos que servían en las filas de los invasores, no pudo evitar la caída de la ciudad; la guarnición salió sable en mano tratando de abrirse paso entre los asediantes, y solo los combatientes más experimentados pudieron franquearse el paso y escapar.
Karaiskakis y sus hombres continuaron efectuando acciones contra los turcos: el 1 de noviembre de 1825 sale vencedor en Baltos, el 11 de abril de 1826 los vence en Plátanos, y el 19 de julio destroza a tropas turcas muy superiores en número. Su genio militar llega hasta el Ática y Eleusina, ayudando a fines de 1826 a que los griegos sitiados en la Acrópolis por los turcos pudieran mantener la plaza. Ahí encuentra al general Makriguiannis, quien le sobrevivirá y cuyas memorias servirán para corroborar los hechos narrados por sus contemporáneos. El gobierno lo nombra Capitán General (Arjistrátigos). Comprendiendo que el enemigo necesita desesperadamente los suministros que le llegan desde el norte, Karaiskakis hostiga los abastecimientos de los turcos, reduciéndolos por hambre, por fatiga y por el fuego.

## Marchas victoriosas
Pero la victoria más difícil y brillante de Karaiskakis tal vez haya sido la obtenida en noviembre de 1826 en Arahova. Advertido por un monje, quien con riesgo de su propia vida había atravesado las líneas turcas para hacerle saber el plan que tramaban los generales turcos contra él y que seguramente hubiera significado su fin, con rápidos movimientos encerró a un cuerpo expedicionario turco de 2000 soldados, de los cuales solo se salvaron 300. En un acto de barbarie típico de la época, pero que los historiadores griegos modernos reprueban, mandó erigir una montículo con la cabeza de 1500 turcos y albaneses muertos en la batalla. Los cuatro jefes turcos, Mustafa Bey, Kariofil Bey, Elzam Bey y Kehayam Bey, encontraron la muerte.
A principios de 1827 se le encuentra cerca de Atenas, en la batalla por la capital. Casi toda la Grecia Central ha sido liberada, exceptuando Messolonghi, Bonitsa y Nafpaktos.

## El fin
La cuarta campaña lo encuentra en mejores condiciones que nunca. Ha aprendido a guerrear a caballo, tiene algo de caballería, y ha aprendido la ciencia de la artillería. Los ejércitos que comanda – y a los que se enfrenta – son diez veces más numerosos que los de los comienzos de la guerra por la Independencia. Cerca de Atenas, asediada por los turcos, discute con los ingleses Cochrane – el mismo aventurero que participó en la campaña de San Martín en el Perú - y Church sobre la mejor estrategia a seguir. 
Pero los extranjeros no conocen otras técnicas de guerra que las que aplicaron contra los ejércitos napoleónicos, y no pueden comprender las especificidades de la guerra en montaña librada por irregulares. Sus estrategias son lentas, sus técnicas de combate cuerpo a cuerpo son inaplicables, y para colmo, los políticos intervienen sembrando cizaña entre los jefes militares griegos.
Durante la batalla de Analatos, donde las fuerzas griegas intentan levantar el asedio de la Acrópolis de Atenas, los extranjeros ordenan el 22 de abril un ataque absolutamente innecesario. El 3 de mayo, durante el asalto, Karaiskakis es herido mortalmente en combate: una bala le perfora el abdomen. La muerte tarda en llegar. Eso le da tiempo para redactar su testamento – afortunadamente conservado en el museo Benakis de Atenas –, en el cual podemos saber quiénes contaban en su vida. Su mujer había muerto al dar a luz a un niño de por entonces un año; a ese niño le hace llegar su reloj, sus caballos y su espada. A sus asistentes les reparte su dinero; y a su criada turca, bautizada María – quien se vestía de hombre y se hacía llamar Zafiris cuando le servía en las campañas -, la hace casar con uno de sus hombres para que no quedara sola. Luego de escribir su testamento, confesarse y comulgar, entra en agonía a las dos de la mañana del 23 de abril. A las tres de la mañana, muere.

## La leyenda
Toda Grecia lloró al héroe. Los oficiales turcos, en cambio, celebraron su fallecimiento porque pensaban que sin su Capitán General, el Ejército griego se desbandaría. La historia les dio, al menos brevemente, la razón, ya que la derrota de Analatos, causada por la impericia de los oficiales ingleses, no hubiera sucedido de haber vivido Karaiskakis.
Desde entonces, Karaiskakis representa al militar griego de extracción popular, con pocos estudios pero valiente, sumamente inteligente y determinado. La imagen con la que su leyenda perdura en la memoria colectiva griega, es la de un hombre que resucitó a la Patria luego de casi cuatro siglos de ocupación otomana, con sus soldados descalzos y hambrientos, vestidos con harapos, pero capaces de las mayores proezas militares.
Pese a que las leyendas y relatos de las hazañas de Karaiskakis hablan de victorias, con muchas bajas enemigas y pocas bajas propias, el lector de lengua hispana está invitado a interpretarlas como batallas en inferioridad notoria de condiciones, y no como un combate con un saldo literal de tantos muertos y heridos.

## Las cualidades militares de Karaiskakis
Las cualidades militares de Karaiskakis son corroboradas por varios hechos:
- El respeto de los jefes y camaradas de armas; el mismo Kolokotronis - conocido por su carácter fuerte que no aceptaba órdenes - envió a su hijo Guennaios con un fuerte contingente de hombres para ponerlo bajo las órdenes de Karaiskakis.
- El miedo que sentían las tropas turcas al saber que estaba enfrente, corroborado por los festejos en el bando turco al saberse su muerte.
- El hecho de haber batido una y otra vez a los turcos, mientras que los generales de aparato y los mercenarios ingleses enviados perdieron varias batallas con resultados catastróficos.

El análisis de sus campañas revela un cierto parecido con las campañas de Italia de Napoleón Bonaparte en 1797. Esencialmente, ellas se basaron en:
- el uso de unidades pequeñas, sumamente móviles, con una alta cadencia de fuego y con un excelente entrenamiento tanto en la lucha cuerpo a cuerpo como en formaciones móviles de fusileros,
- el empleo de la logística del enemigo para abastecerse y como arma para reducirlo a la inactividad o a la retirada,
- el aprovechamiento de la topografía del terreno para aislar las fuerzas enemigas y atacarlas por separado con sus fuerzas móviles.

Sin embargo, hay que tener en cuenta que, al principio de las campañas de la guerra, Karaiskakis solo disponía de unos pocos cientos de hombres, y que al final de la guerra llegó a comandar unidades irregulares apenas diez veces mayores, como en la batalla del Pireo de 1827, ganada por las tropas libertadoras. La comparación debe buscarse entonces más en las ideas que en la realización.
En cuanto al uso de la artillería, fue la asignatura pendiente del general. Karaiskakis aprendió por la fuerza de las circunstancias el uso del arma de artillería. Consta que en las campañas de Rumeli, Karaiskakis ordenó desmontar cañones de una goleta y hacerlos traer para hacer fuego de contrabatería sobre un par de cañones turcos que lo hostigaban. Al final de su vida, llegó a contar con un poco de artillería ligera, pero en ningún caso pudo comandar unidades de artillería organizadas en baterías, al estilo de la época.
El gran descubrimiento de Karaiskakis durante la guerra fue la caballería. La caballería no es un arma particularmente eficaz en montaña y require medios económicos fuera del alcance de los kleftes, quienes eran particularmente pobres. Pero cuando Karaiskakis debió enfrentarse a la caballería turca y les capturó algunos caballos, llegó a aprender a combatir a caballo y a organizar una pequeña fuerza de unos sesenta jinetes. Las crónicas señalan que en la batalla por Atenas de 1827 Karaiskakis combatió a caballo y dirigió operaciones con infantería, caballería y un poco de artillería.
Finalmente, consta que el genio de Karaiskakis no se limitó al combate en tierra. En las operaciones finales de 1827 en las que perdió la vida, fue también autor de varios planes de ataque basados en operaciones anfibias, operaciones que nunca llegaron a realizarse por la inepcia e impericia de los marinos y militares ingleses, así como de las fuerzas gubernamentales dirigidas por ineptos generales griegos de salón. Existe consenso entre los historiadores de que las operaciones anfibias sugeridas por Karaiskakis hubieran significado la victoria a los griegos y hubieran acortado en tres años la guerra de la Independencia.